# Leminggir
Leminggir is een bestuurslaag in het regentschap Mojokerto van de provincie Oost-Java, Indonesië. Leminggir telt 3155 inwoners (volkstelling 2010).